# Andrea Mattioli
Pour les articles homonymes, voir Mattioli.
Andrea Mattioli, né le 9 septembre 2001, est un footballeur italien, qui évolue au poste d'avant-centre à l'US Sassuolo.

## Biographie

### En club
Ayant découvert le foot à Parme, Mattioli rejoint le club de Sassuolo en 2015.
Régulièrement buteur avec l'équipe primavera — les moins de 19 ans — du Sassuolo, il finit notamment meilleur marqueur de plusieurs compétitions en 2019, comme le Tournoi international de Viareggio ou le Tournoi national (it) qui se déroule à Vignola. Ce dernier tournoi est d'ailleurs remporté par Sassuolo pour seulement la deuxième fois de son histoire, avec une finale remportée 3-0 contre Bologne, où Mattioli marque un but. Il s'était aussi illustré auparavant lors de la demi-finale contre la Fiorentina, marquant le but de la victoire à moins de 10 minutes de la fin du match, via une frappe en retourné acrobatique.

### En équipe nationale
Avec les moins de 17 ans, il participe au championnat d'Europe des moins de 17 ans en 2018. L'Italie s'incline en finale face aux Pays-Bas après une séance de tirs au but.

## Palmarès
- Finaliste du championnat d'Europe des moins de 17 ans en 2018 avec l'équipe d'Italie des moins de 17 ans.